# NGC 3450
NGC 3450 est une vaste galaxie spirale barrée située dans la constellation de l'Hydre. NGC 3450 a été découverte par l'astronome britannique John Herschel en 1835.

## Caractéristiques
La classe de luminosité de NGC 3450 est II et elle présente une large raie HI.

### Distance
Sa vitesse par rapport au fond diffus cosmologique est de 4 385 ± 25 km/s, ce qui correspond à une distance de Hubble de 64,7 ± 4,5 Mpc (∼211 millions d'al). 

### Morphologie
NGC 3450 a été utilisée par Gérard de Vaucouleurs comme une galaxie de type morphologique SB(rs)b dans son atlas des galaxies,.

## Supernova
La supernova SN 2005as a été découverte dans NGC 3450 le 21 janvier 2005 par Graham et Li dans le cadre du programme LOSS (Lick Observatory Supernova Search) de l'observatoire Lick. Cette supernova était de type Ia.

## Groupe de NGC 3450
En compagnie des galaxies NGC 3453 et NGC 3464, NGC 3450 forme un trio de galaxie, le groupe de NGC 3450.